# Jan Karel Čemus
Jan Karel Čemus (28. ledna 1895 Horní Mokropsy – 11. listopadu 1969 Kadaň) byl český spisovatel, autor mnoha dobrodružných a umělecko-naučných knih pro mládež.

## Život
Narodil se v rodině učitele. Maturoval na reálném gymnáziu v Praze a po dokončení studia elektrotechniky na pražské Vysoké škole technické pracoval jako inženýr u různých firem a později měl vlastní technickou kancelář. V průběhu dvacátých a třicátých let procestoval Itálii, Jugoslávii a Německo. Publikovat začal od roku 1925, a to jednak odborné články v novinách a časopisech (např. v Národní politice nebo v Právu lidu), jednak knižně odborné příručky (tyto své práce podepisoval jako ing. Jan Čemus). V letech 1926 až 1929 redigoval časopis Auto a od roku 1927 působil jako fejetonista a rovněž jako překladatel odborných článků z angličtiny, francouzštiny, němčiny a italštiny. Byl rovněž výtvarníkem v oblasti drobné grafiky (knižní obálky) a uplatnil se také jako autor drobných klavírních skladeb a pochodů, uváděných zejména v rozhlase.
Svůj první román vydal roku 1938 (šlo o humoristickou knihu pro mládež Tajný spolek SNOŠ). V sešitových edicích (jako byl například Rodokaps nebo Rozruch) publikoval pod pseudonymy detektivní romány. Na počátku okupace byl vězněn gestapem, byl ale propuštěn a do konce války se živil jako učitel cizích jazyků a jako spisovatel (v letech 1941 až 1948 vydal více než dvacet knih, jejichž těžištěm byly prózy pro mládež, jednak dobrodružné, jednak uměleckou-naučné, v nichž se pomocí beletristických postupů snažil o vysvětlení odborné látky.
Po roce 1945 žil v Liberci a od roku 1952 v Kadani. Po roce 1948 mu bylo až na dvě výjimky (viz dále) znemožněno publikovat, protože jeho knihy nebyly podle komunistických cenzorů vhodné pro mládež.

## Dílo

### Beletrie
- Tajný spolek SNOŠ (1938), humoristický román pro mládež,
- Skalní hnízdo (1941), dobrodružný román pro mládež,
- Pod klenbou pralesa (1941), dobrodružný román pro mládež o putování českého chlapce Jižní Amerikou,
- Stín v pozadí (1942), detektivní román,
- Zimomřivý člověk (1942), detektivní román,
- Tajemná loď (1942), dobrodružný román pro mládež,
- Šest hvězdiček (1942), dobrodružný román pro mládež,
- Jezero na Vysočině (1942), chlapecký dobrodružný román, který vyšel i za komunistického režimu v době jeho politického uvolnění v roce 1970.
- Frantík vynálezce (1943), životopisný román pro mládež o Františkovi Křižíkovi,
- Bratři Drátové (1943), umělecko-naučná próza s podtitulem Román měděného drátu a elektřiny, kterou autor roku 1944 zdramatizoval. Tuto knihu povolili komunističtí cenzoři vydat roku 1955.
- Stín nad městem 1943), detektivní román (pod pseudonymem Vladimír Jenka),
- Pražská záhada (1944), detektivní román (pod pseudonymem Vladimír Jenka),
- Písně práce (1944), kuriózní sbírka básní o strojích,
- Mladí vědci (1944), román pro mládež,
- Chata děsu (1944), chlapecký dobrodružný román, reedice až v roce 1991.
- Bratrstvo síly (1944), umělecko-naučná próza o elektřině,
- Ostrov Bohemia (1945), dobrodružný román pro mládež s válečnou tematikou,
- Společnost na kolech (1945),umělecko-naučná próza o automobilismu,
- Obrněný vlak (1946), dobrodružný román pro mládež s válečnou tematikou,
- Muži bez límečku (1946), román, první část zamýšlené trilogie Ubitá generace,
- Ranč nad Vltavou (1947), dobrodružný román pro mládež,
- Pancéřové pěsti (1947), dobrodružný román pro mládež s válečnou tematikou,
- Od hor k moří (1948), dobrodružný román pro mládež.

### Odborné publikace
- Úvod do radiofonie (1926), populární nástin radiotelefonie,
- Praktické a úsporné použití elektřiny v zemědělství (1928),
- Poruchy v radiofonii (1929),
- Poruchy a opravy automobilu (1930),
- Automobilistou v několika hodinách (1930), populární příručka k rychlému naučení se řízení a obsluze automobilu,
- Pohonné stroje v zemědělství (1931),
- Svět elektřiny (1946), dětská encyklopedie, kniha o elektřině a o jejích divech pro mladé kutily,
- Liberec a jeho okolí (1946), průvodce,
- Jizerské a Lužické hory (1946), průvodce,
- Svět automobilů (1947), kniha pro mládež.